# カプセルマガジン
『カプセルマガジン』とは、福岡県に本社を持つKBCラジオで1982年から1983年、及び2005年4月から2007年3月に放送された深夜番組。
ここでは前者を「第1期」、後者を「第2期」と表現する。

## 第1期(1982年～1983年)
- 月曜から金曜の24:05～24:15までの10分間放送。
- 当時、既に若者向けの自社制作番組『スマッシュ!!11』が放送されていたRKBラジオと違い、KBCラジオでは「KBCナイトタウン」が1979年10月に終了して以来「夜ワイド」の中断期間にあり、主にキー局である文化放送やニッポン放送からのネット番組で占められており、その中で唯一の自社制作番組となっていた。
- パーソナリティは当時まだ若手だった局のアナウンサー達が担当し、この番組を発展・リニューアルする形で『PAO〜N ぼくらラジオ異星人』がスタートすることになる。

### 担当アナウンサー
（出典：）
全員当時KBCアナウンサー
1982年4月 - 1982年9月
- 月・木曜日：窪田雅美[注釈 1]
- 火曜日：窪田雅美、奥田さと子
- 水曜日：沢田幸二
- 金曜日：奥田さと子

1982年10月 - 1983年4月
- 月曜日：月俣幸三
- 火曜日：沢田幸二、奥田さと子
- 水曜日：沢田幸二、久村洋子
- 木曜日：師岡正雄
- 金曜日：奥田さと子

沢田は後に人気番組となる『PAO〜N ぼくらラジオ異星人』で名物コーナーだった「わけありベスト5」（リスナーからの音ネタ投稿コーナー、後にベスト10になる）や、「何を隠そう私は知っている」（現在PAO〜Nで放送されている「ハニワの部屋」の骨格）を既にこの頃から始めている。

## 第2期(2005年～2007年)
- 月曜から金曜の24:05～24:30までの25分間放送。
- 『JK SPUNKY RADIO』の後番組として2005年4月に復活。2007年3月まで2年に渡り放送され、第1期と同じく同局のアナウンサーがメインパーソナリティを務めた。
- なお、BGMは第1期と同一のものが使われた。

### 担当パーソナリティ
- 月曜日：近藤鉄太郎（2005年4月～2006年12月）→岡田浩一（2007年1月～3月）

2005年4月～2006年12月までは近藤が担当していたが、2006年12月より『KBCニュースピア630』担当になり、2007年1月にはアナウンス部より報道部に配属転換となった為、残り3ヶ月は岡田が担当した。
- 火曜日：高島宗一郎（番組サブタイトル『高島宗一郎のぬるま湯倶楽部』）
- 水曜日：小林徹夫、カズマ（『実録鬼嫁日記』のブログで有名なブロガー）
- 木曜日：逸見明正、てのひら（ストリートパフォーマー）
- 金曜日：武内裕之